# Efrat Dor
Efrat Dor (en hebreo: אפרת דור‎; nacida el 6 de enero de 1983) es una actriz israelí. Es conocida por interpretar a Magdalena Gross en la película The Zookeeper's Wife, como Lizzie DeLaurentis en la serie de Amazon Sneaky Pete y como Eva McCulloch en The Flash.

## Primeros años
Dor nació en Beerseba, Israel, en una familia de ascendencia judía-polaca Asquenazí. Creció en la próspera ciudad vecina de Ómer con sus padres, un escritor y un ingeniero, y tres hermanos. La madre, el padre y el hermano de su abuela judía polaca fueron asesinados por los nazis durante el Holocausto.
Dor asistió a la escuela secundaria Eshel Ha'Nasi, donde estudió teatro. También se formó como bailarina de ballet en la escuela de danza profesional Bat-Dor Beer-Sheva en Beerseba. Luego estudió actuación en la Beit Zvi School for the Performing Arts en Israel y en el Instituto de Teatro y Cine Lee Strasberg en Nueva York.
Dor comenzó su carrera actoral profesional en 2007 con pequeños papeles en la televisión israelí. Hizo su debut cinematográfico en 2009 en la película israelí Phobidilia, que se presentó en el Festival Internacional de Cine de Berlín ese mismo año. Obtuvo reconocimiento por primera vez en Israel en 2010 por su papel de Shir Ambar en el drama televisivo Asfur. En 2012, fue nominada a Mejor Actriz en una Serie Dramática en los Premios de la Academia de Televisión de Israel por el papel del recluta de policía Alex Yudayov en Achat Efes Efes. En 2017, llamó la atención por su representación de la escultora polaca Magdalena Gross en la película de Niki Caro The Zookeeper's Wife junto a Jessica Chastain. En 2018, Dor protagonizó la película francesa en inglés Holy Lands. En el 2019, ganó elogios por su interpretación de la estafadora Lizzie DeLaurentis en la tercera temporada del exitoso programa de Amazon Sneaky Pete. Más tarde ese año, fue elegida para el papel regular de Eva McCulloch en la segunda mitad de la sexta temporada de The Flash.

## Filmografía

### Cine
| Año  | Título               | Papel        | notas            |
| ---- | -------------------- | ------------ | ---------------- |
| 2009 | Phobidilia           | Jessica      | Película israelí |
| 2017 | The Zookeeper's Wife | Magda Gross  |                  |
| 2017 | And Then She Arrived | Tamar        | Película israelí |
| 2018 | Holy Lands           | Annabelle    |                  |
| 2019 | Mossad               | Linda Harris | Película israelí |

### Televisión
| Año       | Título                               | Role               | notas                                             |
| --------- | ------------------------------------ | ------------------ | ------------------------------------------------- |
| 2009-2010 | Meorav Yerushalmi                    | hila               | Serie israelí.                                    |
| 2010-2011 | Pájaro                               | Shir Ámbar         | Serie israelí. Personaje regular                  |
| 2011      | Columnas de humo                     | Liron              | Serie israelí.                                    |
| 2011-2015 | Uno, cero, cero / recinto del centro | Alex Yudayov       | Serie israelí. Personaje regular                  |
| 2014-2015 | Sirenas                              | Elinor             | Serie israelí.                                    |
| 2016      | invernadero                          | Irene              | Serie israelí.                                    |
| 2017-2018 | Greenhouse Academy                   | Michelle Wallace   |                                                   |
| 2019      | Sneaky Pete                          | Lizzie DeLaurentis | Recurrente (temporada 3)                          |
| 2019-2022 | Mayans M.C.                          | Anna Linares       | Recurrente (temporadas 2-3)Invitada (temporada 4) |
| 2020-2021 | The Flash                            | Eva McCulloch      | Peronaje regular (temporada 6-7)                  |